# Liste der Baudenkmäler in Benediktbeuern

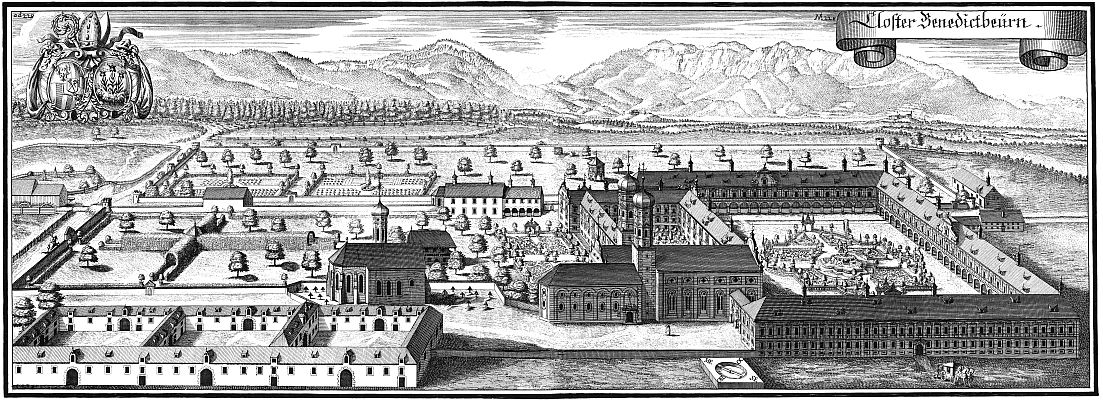
Wening: Kloster Benediktbeuern

Auf dieser Seite sind die Baudenkmäler in der oberbayerischen Gemeinde Benediktbeuern zusammengestellt. Diese Tabelle ist eine Teilliste der Liste der Baudenkmäler in Bayern. Grundlage ist die Bayerische Denkmalliste, die auf Basis des Bayerischen Denkmalschutzgesetzes vom 1. Oktober 1973 erstmals erstellt wurde und seither durch das Bayerische Landesamt für Denkmalpflege geführt wird. Die folgenden Angaben ersetzen nicht die rechtsverbindliche Auskunft der Denkmalschutzbehörde.

## Baudenkmäler nach Ortsteilen

### Benediktbeuern
| Lage | Objekt                                              | Beschreibung | Akten-Nr.               | Bild                                                |
| --- | --------------------------------------------------- | --- | ----------------------- | --------------------------------------------------- |
| Alexander-Thalhuber-Straße 2 (Standort) | Ehemaliges Kleinbauernhaus                          | Zweigeschossiger verputzter Blockbau mit Flachsatteldach, umlaufender Laube und verschalter Giebellaube, Kern zweite Hälfte 17. Jahrhundert | D-1-73-113-1 Wikidata   | Ehemaliges Kleinbauernhaus                          |
| Asamstraße 28 (Standort) | Bauernhaus                                          | Im Kern zweigeschossiger Blockbau mit Flachsatteldach, Giebelbalkon und beidseitigem Traufbundwerk, erstes Drittel 19. Jahrhundert, westlicher Anbau modern | D-1-73-113-2 Wikidata   | weitere Bilder                                      |
| Bahnhofsplatz 5; Nähe Bahnhofsplatz (Standort) | Bahnhof, Ende 19. Jahrhundert                       | Stationsgebäude, zweigeschossiger unverputzter Polygonalmauerwerkbau mit Schopfwalmdach, Klinkergliederung und erdgeschossiger Schalter- und Wartehalle Nebengebäude, erdgeschossiger teilweise verbretterter Satteldachbau Güterschuppen, erdgeschossiger Polygonalmauerwerkbau mit Satteldach und Klinkergliederung | D-1-73-113-8 Wikidata   | weitere Bilder                                      |
| Bahnhofstraße 23; Bahnhofstraße 23 a (Standort) | Ehemaliges Gasthaus zum Bernecker                   | Zweigeschossiger Halbwalmdachbau, vor Mitte 19. Jahrhundert | D-1-73-113-5 Wikidata   | Ehemaliges Gasthaus zum Bernecker                   |
| Bahnhofstraße 26 (Standort) | Ehemaliges Gerichtsschreiberhaus, jetzt Forstamt    | Zweigeschossiger barocker Halbwalmdachbau mit gemalter Architekturgliederung, um 1732 | D-1-73-113-6 Wikidata   | weitere Bilder                                      |
| Bahnhofstraße 46 (Standort) | Ehemaliges Kleinbauernhaus                          | Flachsatteldachbau mit Blockbau-Obergeschoss, zweiseitigem geschnitztem Laubengitter und verschalter Giebellaube, Ende 17. Jahrhundert, Laube Ende 19. Jahrhundert | D-1-73-113-7 Wikidata   | weitere Bilder                                      |
| Dorfplatz 1 (Standort) | Gasthof zur Post                                    | Zweigeschossiger langgestreckter Flachsatteldachbau, im Kern 1517, im 18. Jahrhundert erweitert, 1802 verändert | D-1-73-113-13 Wikidata  | weitere Bilder                                      |
| Dorfplatz 4 (Standort) | Ehemaliges Klosterrichterhaus, dann Pfarrhaus       | Zweigeschossiger barocker Steildachbau mit gemalter Gliederung, Ende 17. Jahrhundert | D-1-73-113-14 Wikidata  | weitere Bilder                                      |
| Dorfplatz 5 (Standort) | Katholische Pfarrkirche Mariä Himmelfahrt           | Nachkriegsmoderner quadratischer Zentralbau mit Pyramidendach und campanileartigem Zeltdachturm, von Fritz Hierl, 1962–65; mit Ausstattung | D-1-73-113-57 Wikidata  | weitere Bilder                                      |
| Dorfplatz 6 (Standort) | Krämerei                                            | Zweigeschossiger putzgegliederter Walmdachbau mit Eckrustika, bezeichnet mit „1840“ | D-1-73-113-15 Wikidata  | Krämerei                                            |
| Dorfstraße 8 (Standort) | Ehemaliges Bauernhaus                               | Flachsatteldachbau mit Blockbau-Obergeschoss, umlaufender Bretterlaube und verschalter Giebellaube, Ende 18. Jahrhundert | D-1-73-113-16 Wikidata  | Ehemaliges Bauernhaus                               |
| Dorfstraße 10 (Standort) | Ehemaliges Kleinbauernhaus                          | Flachsatteldachbau mit Blockbau-Obergeschossteilen, Kopfbügen an der zweiseitig umlaufender Laube und verschalter Giebellaube, Mitte 18. Jahrhundert | D-1-73-113-17 Wikidata  | Ehemaliges Kleinbauernhaus                          |
| Dorfstraße 11 (Standort) | Ehemals Bauernhaus                                  | Breit gelagerter Flachsatteldachbau mit teilweise freigelegtem Blockbau-Obergeschoss, zweiseitiger Laube und verschalter Giebellaube, im Kern erste Hälfte 17. Jahrhundert | D-1-73-113-18 Wikidata  | Ehemals Bauernhaus                                  |
| Dorfstraße 12 (Standort) | Kleinbauernhaus                                     | Zweigeschossiger Flachsatteldachbau mit verputztem Blockbau-Kniestock, traufseitiger Laube und Giebelluken, im Kern 17. Jahrhundert | D-1-73-113-19 Wikidata  | Kleinbauernhaus                                     |
| Dorfstraße 14 (Standort) | Figurenkasten                                       | Figuren der Heiligen Familie am Giebel, 18./19. Jahrhundert | D-1-73-113-20 Wikidata  | Figurenkasten                                       |
| Dorfstraße 15 (Standort) | Ehemaliges Bauernhaus                               | Zweigeschossiger Satteldachbau mit Laube, Giebelbalkon, durchfenstertem Kniestock und Wandmalerei, im Kern um 1800, aufgestockt zweite Hälfte 19. Jahrhundert | D-1-73-113-21 Wikidata  | Ehemaliges Bauernhaus                               |
| Dorfstraße 26 (Standort) | Ehemaliges Bauernhaus                               | Flachsatteldachbau mit verputztem Blockbau-Obergeschoss, durchfenstertem Kniestock, Giebellaube und plastischem Hirschkopf, um 1830 umgebaut | D-1-73-113-22 Wikidata  | Ehemaliges Bauernhaus                               |
| Dorfstraße 33 (Standort) | Bauernhaus                                          | Flachsatteldachbau mit im Kern verputztem Blockbau-Obergeschoss, Blockbau-Kniestock und traufseitiger Laube, erstes Drittel 19. Jahrhundert | D-1-73-113-23 Wikidata  | Bauernhaus                                          |
| Fraunhoferstraße 2 (Standort) | Fraunhofer-Museum, ehemalige Fraunhofer-Glashütte   | Zweigeschossiger teilweise verschalter Holzbau mit Satteldach, im Kern spätes 17. Jahrhundert, 1843 umgebaut; mit Ausstattung | D-1-73-113-24 Wikidata  | weitere Bilder                                      |
| Fraunhoferstraße 4 (Standort) | Ehemaliges Waschhaus, sodann Gästehaus des Klosters | Zweigeschossiger Steildachbau mit dreigeschossigem winkelförmigem Flachsatteldach-Anbau, im Kern 17. Jahrhundert | D-1-73-113-25 Wikidata  | Ehemaliges Waschhaus, sodann Gästehaus des Klosters |
| Gasse 5 (Standort) | Ehemaliges Kleinbauernhaus                          | Einhüftiger Flachsatteldachbau mit verputztem Blockbau-Obergeschoss, zweiseitig umlaufender Laube und verschalter Giebellaube, im Kern noch 17. Jahrhundert | D-1-73-113-26 Wikidata  | Ehemaliges Kleinbauernhaus                          |
| Kocheler Straße (Standort) | Bildstock                                           | Kleines Satteldachhaus mit hölzerner Christusfigur, wohl erste Hälfte 18. Jahrhundert | D-1-73-113-30 Wikidata  | Bildstock                                           |
| Kocheler Straße 2 (Standort) | Ehemaliges Bauernhaus                               | Flachsatteldachbau mit Blockbau-Obergeschoss, traufseitiger Laube und Zierbund, zweite Hälfte 17. Jahrhundert, Bundwerk zweite Hälfte 18. Jahrhundert | D-1-73-113-29 Wikidata  | Ehemaliges Bauernhaus                               |
| Kocheler Straße 14 (Standort) | Ehemaliges Wohnhaus mit Apotheke                    | zweigeschossiger putzgegliederter Mansard-Walmdachbau in historisierenden Formen mit Zwerchhäusern, polygonalem Eckturm und Freitreppe, 1900 durch Hans Thaler für Franz Schad erbaut; mit Einfriedung | D-1-73-113-56           | weitere Bilder                                      |
| Mariabrunnweg 5 (Standort) | Ehemaliges Kleinbauernhaus                          | Flachsatteldachbau mit Blockbau-Obergeschoss, zweiseitiger Laube und verschalter Giebellaube, Kern erste Hälfte 18. Jahrhundert | D-1-73-113-31 Wikidata  | weitere Bilder                                      |
| Mariabrunnweg 11 (Standort) | Ehemaliges Kleinbauernhaus                          | Flachsatteldachbau mit Blockbau-Obergeschoss, umlaufender Laube und teilverschalter Giebellaube, Ende 18. Jahrhundert | D-1-73-113-32 Wikidata  | weitere Bilder                                      |
| Mariabrunnweg 24 (Standort) | Ehemaliges Kleinbauernhaus                          | Flachsatteldachbau mit Blockbau-Obergeschoss, zweiseitiger Bretterlaube und verschalter Giebellaube, zweite Hälfte 17. Jahrhundert | D-1-73-113-33 Wikidata  | weitere Bilder                                      |
| Michael-Ötschmann-Weg 2 und 4; Zeilerweg 2; Fraunhoferstraße 4 a (Standort) | Ehemaliger klösterlicher Meierhof                   | Zweigeschossige barocke Vierflügelanlage mit risalitartig vorgesetztem Giebelbau und gemalter Architekturgliederung, nach Plänen von Michael Ötschmann, 1708 | D-1-73-113-39 Wikidata  | weitere Bilder                                      |
| Moosmühle () | Mühle, sogenannte Moosmühle                         | eingeschossiger Walmdachbau mit profilierter Traufkehle, 17. Jahrhundert | D-1-73-113-67           |                                                     |
| Schäfflerweg 4 (Standort) | Kleinhaus                                           | Zweigeschossiger Satteldachbau mit Blockbau-Teilen, Kniestock und Giebelbalkon, im Kern 16./17. Jahrhundert, Dach 19. Jahrhundert | D-1-73-113-35 Wikidata  | Kleinhaus                                           |
| Schäfflerweg 6 (Standort) | Ehemaliges Bauernhaus                               | Flachsatteldachbau teilweise mit Blockbau-Obergeschoss, zweiseitiger Laube und teilverschalter Giebellaube, 18. und 19. Jahrhundert | D-1-73-113-36 Wikidata  | Ehemaliges Bauernhaus                               |
| Tiroler Weg 4 (Standort) | Ehemaliges Kleinbauernhaus                          | Flachsatteldachbau mit verputztem Blockbau-Obergeschoss, zweiseitiger Laube und verschalter Giebellaube, im Kern Mitte 18. Jahrhundert | D-1-73-113-37 Wikidata  | weitere Bilder                                      |
| Tölzer Straße (Standort) | Ehemalige Tankstelle                                | Kleiner Flachdachbau mit gläsernem Tankwartraum und weitem Vordach, nach 1955 | D-1-73-113-55 Wikidata  | Ehemalige Tankstelle                                |
| Utzschneiderstraße 1 (Standort) | Ehemaliges Stallgebäude, jetzt Wohnhaus             | Erdgeschossiger Steildachbau, um 1690/1700, nach Plänen von Michael Ötschmann 1717 erweitert, 1976 stark erneuert | D-1-73-113-38 Wikidata  | Ehemaliges Stallgebäude, jetzt Wohnhaus             |
| Zeilerweg 3, Don-Bosco-Straße 3, Zeilerweg 1, Fraunhoferstraße 1, Don-Bosco-Straße 1, Fraunhoferstraße 5, Fraunhoferstraße 4 a, Fraunhoferstraße 8, Fraunhoferstraße 6 (Standort) | Kloster Benediktbeuern                              | Ehemaliges Benediktinerkloster, seit 1930 Salesianerkloster | D-1-73-113-40 Wikidata  | weitere Bilder                                      |
| Zeilerweg (Standort) | Ehemalige Klosterkirche St. Benedikt                | Jetzt katholische Pfarrkirche, barocker Wandpfeilersaalbau mit Emporen und wenig eingezogenem Chor zwischen Doppeltürmen, Zwiebeltürme und Ostchor von Caspar Feichtmayr, 1672/73, Langhaus wohl Enrico Zuccalli und Markus Schinnagel 1681 bis 1686; mit Ausstattung (siehe auch: Kanzel).                           | D-1-73-113-40 zugehörig | weitere Bilder                                      |
| Zeilerweg (Standort) | Reliquienkapelle                                    | Sogenannte Anastasiakapelle, barocker Ovallbau, von Johann Michael Fischer, 1750 bis 1753 | D-1-73-113-40 zugehörig | weitere Bilder                                      |
| Fraunhoferstraße (Standort) | Konventbau                                          | Barocke dreigeschossige Dreiflügelanlage mit hohen gestuften Zwerchgiebeln, bezeichnet „1669/1670/1671“, im Kern mittelalterlich | D-1-73-113-40 zugehörig | weitere Bilder                                      |
| Fraunhoferstraße (Standort) | Archiv- und Bibliotheksgebäude                      | Mit Schweifgiebel und Architekturmalerei, erbaut 1722ff | D-1-73-113-40 zugehörig | weitere Bilder                                      |
| Don-Bosco-Straße (Standort) | Ehemaliger Gast- und Seminartrakt                   | Zweigeschossige barocke Dreiflügelanlage mit innerem Arkadenumgang, 1695 bis 1740, und westlichen Anbauten, 1758 bis 1760 (dendrochronologisch datiert); sämtlich mit Ausstattung | D-1-73-113-40 zugehörig | weitere Bilder                                      |
| (Standort) | Klostermauer                                        | Teilweise verputztes Bruch- und Ziegelmauerwerk, 17. bis 20. Jahrhundert | D-1-73-113-40 zugehörig | Klostermauer                                        |
| Eibelsfleckalm (Standort) | Alm, obere Hütte der sogenannten Eiblsfleckalm      | Lang gestreckter und breit gelagerter Rundholz-Blockbau über in den Hang gesetzten Natursteinsockel mit Satteldach und verbrettertem Nordgiebel, 1925 | D-1-73-113-54 Wikidata  | BW                                                  |

### Gschwendt
| Lage                           | Objekt                     | Beschreibung | Akten-Nr.              | Bild                       |
| ------------------------------ | -------------------------- | --- | ---------------------- | -------------------------- |
| Bonifatiusstraße 41 (Standort) | Ehemaliges Kleinbauernhaus | Zweigeschossiger putzgegliederter Flachsatteldachbau mit traufseitiger Bretterlaube und Traufbundwerk, zweite Hälfte 18. Jahrhundert            | D-1-73-113-42 Wikidata | Ehemaliges Kleinbauernhaus |
| Gschwendt 5 (Standort)         | Wohnteil des Einfirsthofes | Flachsatteldachbau mit Blockbau-Obergeschoss, umlaufender Bretterlaube und teilverschalter Giebellaube, zweite Hälfte 18. Jahrhundert           | D-1-73-113-43 Wikidata | Wohnteil des Einfirsthofes |
| Gschwendt 29 (Standort)        | Ehemaliges Bauernhaus      | Zweigeschossiger Satteldachbau mit Rauputzdekor und traufseitiger Hochtennen-Auffahrt, zweites Viertel 19. Jahrhundert                          | D-1-73-113-44 Wikidata | weitere Bilder             |
| Gschwendt 45 (Standort)        | Bauernhaus                 | Zweigeschossiger putzgegliederter Flachsatteldachbau mit umlaufender Laube und verschalter Giebellaube, Ende 18. Jahrhundert                    | D-1-73-113-45 Wikidata | Bauernhaus                 |
| Schwimmbadstraße 20 (Standort) | Ehemaliges Bauernhaus      | Zweigeschossiger putzgegliederter Satteldachbau mit Fassadenmalerei und Traufbundwerk, im Kern 18. Jahrhundert, zweites Viertel 19. Jahrhundert | D-1-73-113-53 Wikidata | weitere Bilder             |

### Häusern
| Lage                          | Objekt                                  | Beschreibung | Akten-Nr.              | Bild                       |
| ----------------------------- | --------------------------------------- | --- | ---------------------- | -------------------------- |
| Häusernstraße 30 (Standort)   | Ehemaliges Klosterjäger- und Bauernhaus | Zweigeschossiger Flachsatteldachbau mit traufseitiger Laube und verschaltem Vordach, Kern 18. Jahrhundert                                    | D-1-73-113-48 Wikidata | weitere Bilder             |
| Häusernstraße 32 (Standort)   | Ehemaliges Kleinbauernhaus              | Flachsatteldachbau mit teilweise verbrettertem Obergeschoss, giebelseitiger Laube und verschaltem Vordach, Kern erste Hälfte 17. Jahrhundert | D-1-73-113-49 Wikidata | Ehemaliges Kleinbauernhaus |
| Häusernstraße 38 (Standort)   | Ehemaliger klösterlicher Meierhof       | Zweigeschossige barocke Dreiflügelanlage, zweite Hälfte 18. Jahrhundert                                                                      | D-1-73-113-50 Wikidata | weitere Bilder             |
| Nähe Häusernstraße (Standort) | Weilerkapelle                           | Satteldachbau mit verschaltem Giebelfeld und Putzrelief, 18./19. Jahrhundert; mit Ausstattung                                                | D-1-73-113-47 Wikidata | weitere Bilder             |

### Straßberg
| Lage                      | Objekt                                                                                  | Beschreibung | Akten-Nr.              | Bild                                                                                    |
| ------------------------- | --------------------------------------------------------------------------------------- | --- | ---------------------- | --------------------------------------------------------------------------------------- |
| Benediktenwand (Standort) | Felsmarch zur Markierung der Grenze von Kloster Benediktbeuern mit dem Landgericht Tölz | 15./18. Jahrhundert; in anstehenden Felsen eingearbeiteter Felsmarch, mit eingemeißelten und farbig gefassten Markierungen: bezeichnet mit „K.W.“ (Königlicher Wald) und „Bomhard (Steinmetz), 1839“ | D-1-73-113-65 Wikidata | Felsmarch zur Markierung der Grenze von Kloster Benediktbeuern mit dem Landgericht Tölz |
| Straßberg 1 (Standort)    | Ehemaliger Schwaighof des Klosters                                                      | Zweigeschossiger Halbwalmdachbau, im Kern um 1725 | D-1-73-113-51 Wikidata | weitere Bilder                                                                          |
| Untere Etz (Standort)     | Heiligenfigur                                                                           | Barocke hölzerne Josephsfigur, 18. Jahrhundert, Gehäuse modern | D-1-73-113-52 Wikidata | weitere Bilder                                                                          |